# Jordanische Botschaft in Berlin

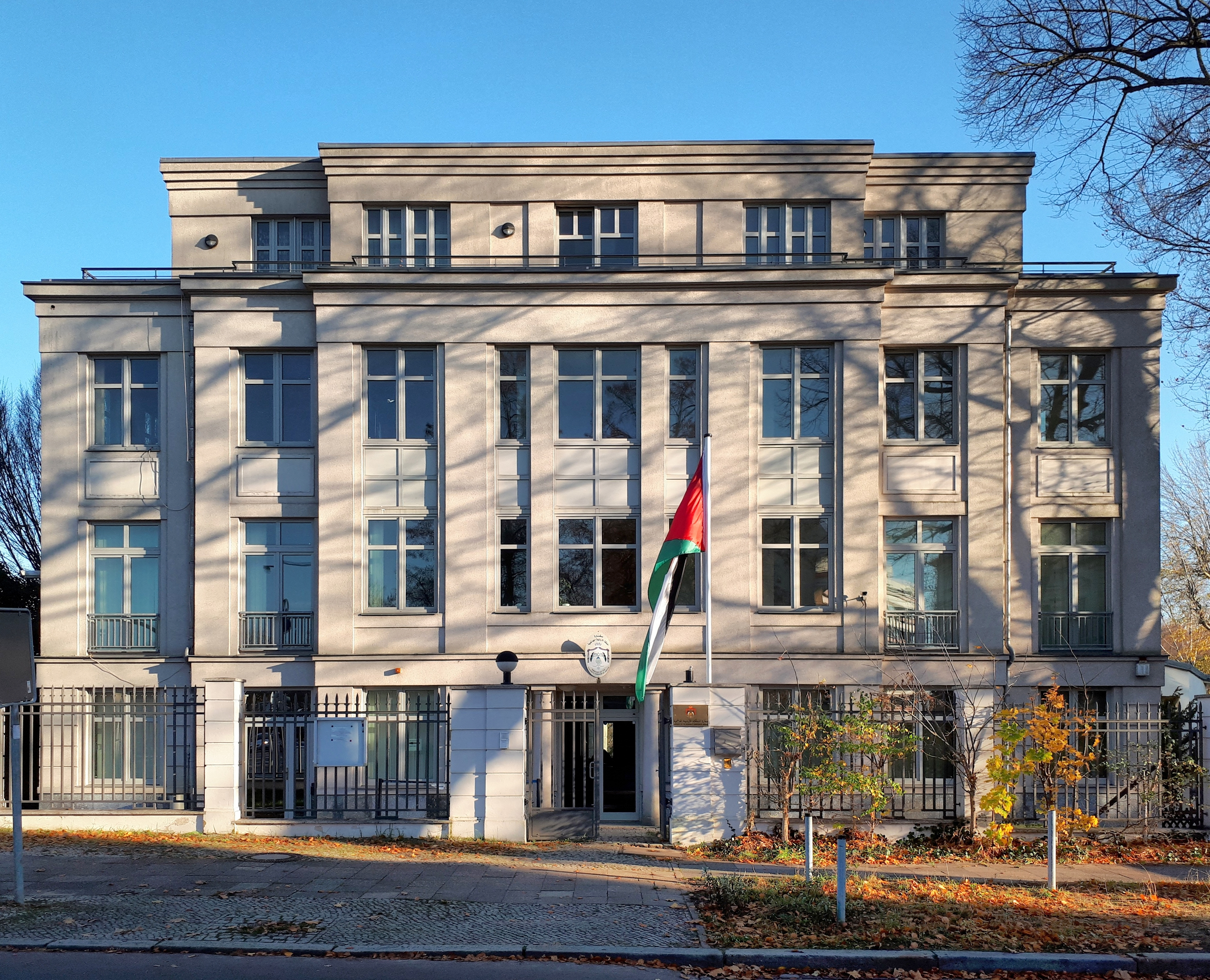
Botschaftsgebäude, Heerstraße 201

Die jordanische Botschaft in Berlin ist die diplomatische Vertretung des Haschemitischen Königreichs Jordanien in der Bundesrepublik Deutschland. Sie hat ihren Sitz in der Heerstraße 201 im Ortsteil Wilhelmstadt des Bezirks Spandau.
Neben der Botschaft in Berlin bestehen in Deutschland zwei Honorarkonsulate: in Düsseldorf (Neuer Zollhof 1) und in Wiesbaden (An der Ringkirche 6).
Botschafter ist seit dem 23. Oktober 2024 Fayiz Farhan Saleh Khouri.

## Geschichte

### Bundesrepublik
Zwischen Jordanien und der Bundesrepublik wurden am 17. November 1953 diplomatische Beziehungen aufgenommen. Im Jahr 1967 wurden die Beziehungen zwischen beiden Ländern intensiviert und der Austausch von Botschaftern vereinbart. Die erste jordanische Botschaft nahm ihren Sitz in Bonn-Bad Godesberg, Beethovenallee 21 (Villenviertel).
Der Unternehmer Kurt Uihlein, der direkten Kontakt mit dem damaligen König Hussein von Jordanien hatte, gründete die Deutsch-Jordanische Gesellschaft. Diese zunächst in Hannover tätige Gesellschaft organisierte Hilfsmaßnahmen für die Bewohner Jordaniens, insbesondere nach dem Sechstagekrieg im Jahr 1967.

### DDR
Nach der Konferenz über Sicherheit und Zusammenarbeit in Europa in Helsinki 1973, in deren Folge zahlreiche Staaten die DDR anerkannten, nahmen die DDR und Jordanien am 8. Oktober 1973 diplomatische Beziehungen auf. Erster Botschafter Jordaniens in der DDR war Hani M. Khasawneh. Er war Botschafter Jordaniens in Bukarest und in der DDR zweitakkreditiert.

### Seit 1990
Zusammen mit dem Bonn-Berlin-Gesetz, dem der Umzug der deutschen Regierung nach Berlin folgte, fasste auch Jordanien den Beschluss, seine Botschaft nach Berlin zu verlegen. Ein Architektenwettbewerb wurde ausgeschrieben, um auf einem gekauften Baugelände in der Heerstraße einen repräsentativen Bau errichten zu können.
Das bisherige Botschaftsgebäude in Bonn wurde als Standort der Diplomaten im Jahr 2000 aufgegeben.
In Jordaniens Hauptstadt Amman besteht die deutsche Botschaft, und in Akaba gibt es ein deutsches Honorarkonsulat.

## Arbeitsweise
Die jordanische Botschaft in Deutschland kümmert sich um die Anbahnung, den Fortbestand und die Erweiterung politischer, wirtschaftlicher, kultureller und wissenschaftlicher Beziehungen. Auch bilaterale Kultur- und Sprachprogramme werden vereinbart, eines davon ist die Arbeit des Goethe-Instituts in Amman.
Beispielsweise war die jordanische Botschaft an der von den Staatlichen Berliner Museen konzipierten Ausstellung Gesichter des Orients. 10.000 Jahre Kunst und Kultur aus Jordanien beteiligt, die vom Oktober 2004 bis Januar 2005 im Alten Museum gezeigt wurde.
Zu den Aufgaben der Botschaftsmitarbeiter gehören die Ausstellung von Pässen, die Ausstellung von Beglaubigungen und Visa, die Unterstützung bei touristischen Angelegenheiten und die Betreuung jordanischer Staatsbürger, die aus verschiedenen Gründen in Deutschland leben oder arbeiten.
Die im Jahr 1963 vom deutschen Konsul Kurt Uihlein gegründete Deutsch-Jordanische Gesellschaft hat in Wiesbaden ihren Sitz.

## Botschafter
- in den 1980er Jahren: Hani Bahjat Tabbara
- in den 1990er Jahren: Fawaz Sharaf[9]
- 2003–2006: Saleh Rusheidat[10]
- 2006–2016: Farouk Kasrawi
- 2017–2022: Basheer Fawwaz H. Zoubi
- 2022–2024: Yousef Radwan Ali Bataineh
- seit 2024: Fayiz Farhan Saleh Khouri

## Gebäude

### Bonn
Das erste Botschaftsgebäude des Königreichs Jordanien befand sich im Bonn-Bad Godesberger Villenviertel in der Beethovenallee 21. Das Gebäude wurde noch bis zum Jahr 2000 für diplomatische Zwecke genutzt. Heute (Stand: 2020) ist das Haus der Sitz des Mittler-Report-Verlags.

### Berlin
Der Neubau in einer am Klassizismus orientierten freien Formensprache entstand im Jahr 1995 nach Plänen des deutschen Architektenteams Patzschke & Partner. Das Botschaftsgebäude, mit seiner Hauptseite entlang der Heerstraße, weist einen L-förmigen Grundriss auf und nutzt die Tiefe des Areals. Der Eingangsbereich liegt an der Straße Alt-Pichelsdorf 1.
Das Bauwerk ist ein viergeschossiges rechteckiges Haus mit zurückspringendem obersten Geschoss. An einer Schmalseite zur Havel hin wird der Baukörper von einem halbrunden Anbau mit ovalem Grundriss abgeschlossen, der in der fünften Etage in einen kleinen allseits offenen Turm übergeht. Der Turm überragt das Hauptgebäude, das mit einem begehbaren Flachdach abgeschlossen ist. Während der Bauzeit blieben die Diplomaten in Bonn, im Jahr 2000 bezogen sie den Berliner Neubau. Hier befinden sich nun Botschaft und Generalkonsulat Jordaniens im gleichen Gebäude.